# Calamagrostis montanensis
Calamagrostis montanensis là một loài thực vật có hoa trong họ Hòa thảo. Loài này được (Scribn.) Scribn. ex Vasey mô tả khoa học đầu tiên năm 1892.

## Hình ảnh

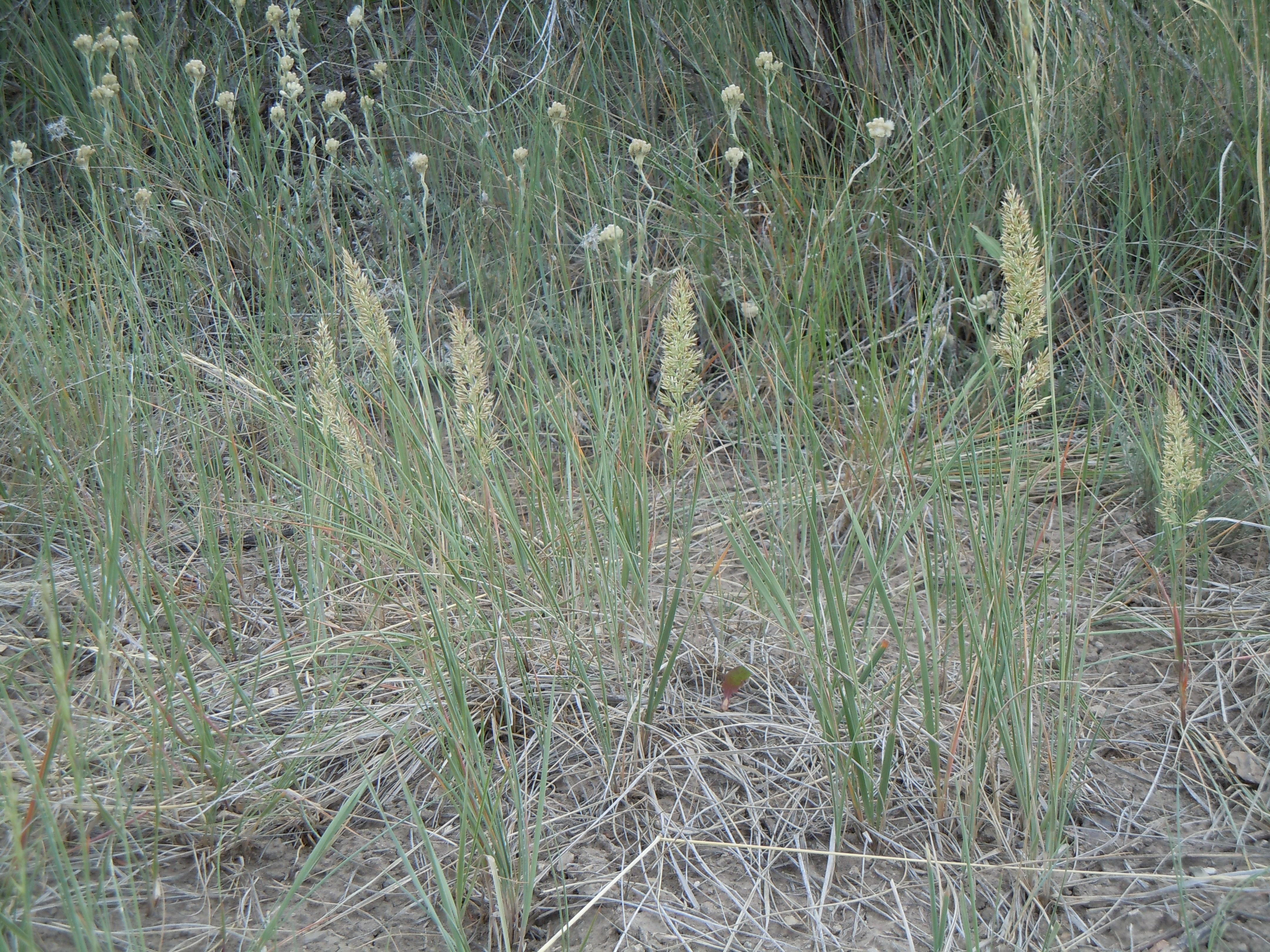
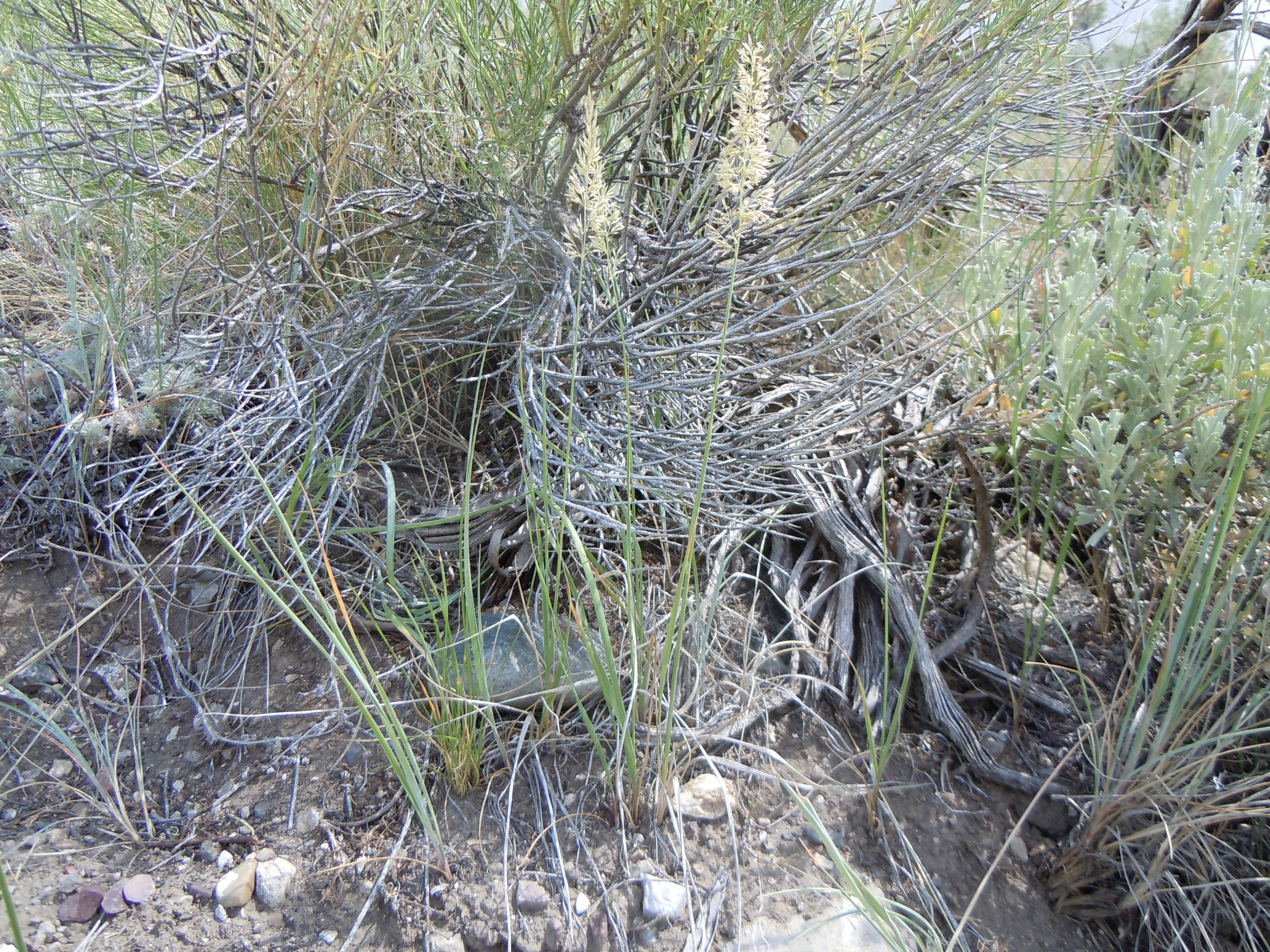
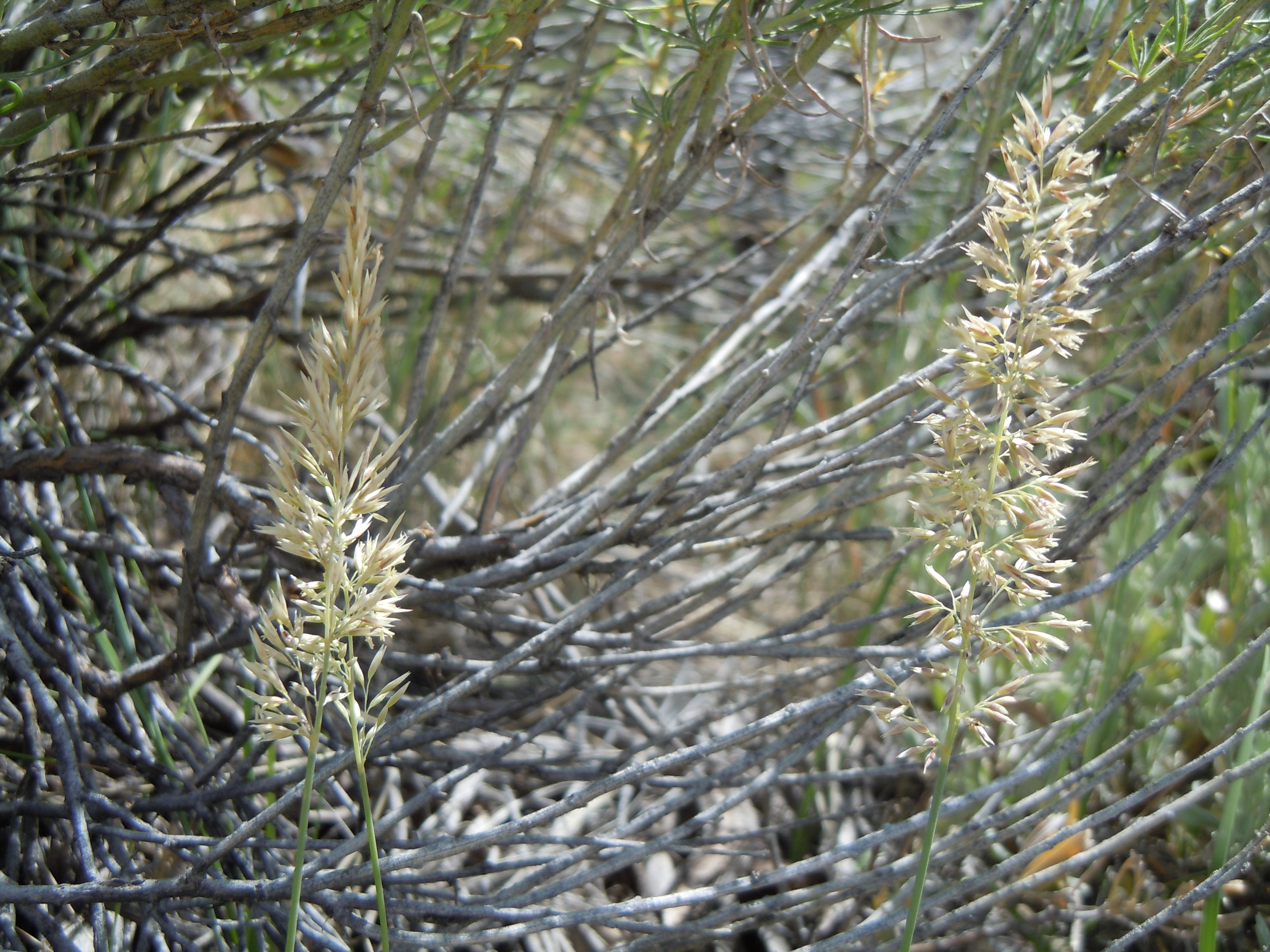